# Takahashi (azienda)
Takahashi è un'azienda giapponese che realizza telescopi, montature ed accessori per i propri prodotti.

## Storia
L'azienda nasce come fonderia a Tokyo nel 1932 per mano di Kitaro Takahashi. Subito dopo la seconda guerra mondiale, nel 1946, inizia la produzione di strumenti ottici e vengono ampliati gli stabilimenti. Nel 1958 assume l'attuale denominazione, Takahashi Seisakusho Ltd, e nuovo presidente sarà Kiichiro Takahashi. Nel 1969, dopo molti anni dedicati alla ricerca e allo sviluppo, inizia la produzione di telescopi e accessori ottici. L'anno seguente (1970) Takahashi si concentra sullo studio della fluorite, per inserire questo minerale negli elementi ottici dei telescopi, cosa che avverrà nel 1971: questa innovazione contribuirà a far crescere la notorietà del marchio Takahashi. Nell'ottobre dello stesso anno viene immessa sul mercato la montatura denominata "P-2", montatura equatoriale alla tedesca con cercatore polare incorporato. Nel 1981 l'azienda si espande ulteriormente, con la costruzione di un nuovo impianto di produzione a Yorii, nella prefettura di Saitama. Nel frattempo escono nuovi prodotti, come i primi riflettori marchiati Takahashi e la montatura equatoriale alla tedesca "EM-1" che integra un motore in ascensione retta e un cercatore polare. Nel 1984, Takahashi mette in commercio la linea "Epsilon", appositamente studiata per l'astrofotografia a largo campo. Nel 1987 esce la montatura "EM-10", motorizzata su entrambi gli assi, e nel 1989 la "EM-200". Lo stesso anno, Takahashi costruisce il primo riflettore Dall-Kirkham della gamma "Mewlon", da 180 mm, seguito poi dal Mewlon-250 nel 1990, dal Mewlon-210 nel 1992 e infine dal Mewlon-300 nel 1994.

## Prodotti
L'azienda è nota soprattutto per i suoi rifrattori apocromatici, ma produce anche riflettori (in configurazione Dall-Kirkham e Cassegrain). L'azienda è stata tra le prime a inserire elementi alla fluorite nelle ottiche dei telescopi. In seguito Takahashi ha iniziato ad utilizzare vetri ED in FPL-53 al posto della fluorite.